# Берит Оскаль Айра
Берит Оскаль Айра (норв. Berit Oskal Eira, 1 марта 1951 — 26 января 2021) — норвежский саамский политический деятель за Рабочую партию, с 2001 года — член Саамского парламента Норвегии, небыла переизбранна в 2006 году.
В течение второго кабинета Столтенберга с 2005 до 2007, была назначена Статс-секретарем в Министерстве труда Норвегии.